# Александер Майковски
Алекса̀ндер Майко̀вски (на кашубски: Aleksander Majkòwsczi; на полски: Aleksander Majkowski) (1876–1938 г.) е кашубски прозаик, поет, драматург и журналист.